# مونميرل-سور-سون
مونميرل-سور-سون (بالفرنسية: Montmerle-sur-Saône)‏ هي بلدية فرنسية تقع في إقليم الآن في فرنسا. رمز إنسي لها هو:1263. أما الرمز البريدي لها فهو: 1090.